# Solenocaulon
Solenocaulon is een geslacht van neteldieren uit de klasse van de Anthozoa (bloemdieren).

## Soorten
- Solenocaulon akalyx Germanos, 1896
- Solenocaulon cervicorne (Gray, 1870)
- Solenocaulon chinense Kükenthal, 1916
- Solenocaulon grayi Studer, 1878
- Solenocaulon jedanensis Nutting, 1911
- Solenocaulon querciformis (Nutting, 1911)
- Solenocaulon ramosum Hickson, 1903
- Solenocaulon simplex Brundin, 1896
- Solenocaulon sterroclonium Germanos, 1895
- Solenocaulon tortuosum Gray, 1862
- Solenocaulon tubulosum (Genth, 1867)